# Dzika banda
Dzika banda – antywestern z 1969 w reżyserii Sama Peckinpaha, z Williamem Holdenem i Ernestem Borgnine w rolach głównych, jeden z najważniejszych filmów w poetyce przemocy w historii kina.

## Fabuła
Druga dekada XX wieku. Banda Pike'a Bishopa (Holden) napada na biuro kolejowe w teksańskim miasteczku San Rafael, wpada jednak w pułapkę nieporadnie przygotowaną przez łowców nagród. Ocaleli podczas brawurowej ucieczki przestępcy uciekają do Meksyku. Ich śladem rusza oddział pod dowództwem Deke'a Thorntona (Ryan), niegdyś przyjaciela Bishopa.
W Meksyku, targanym rewolucją, Bishop dogaduje się z generałem wojsk rządowych Mapache (Emilio Fernández) i zobowiązuje do kradzieży transportu broni dla amerykańskiej armii. Napad się udaje, banda umyka przed pościgiem i myli ślady na wypalonych słońcem pustkowiach. W trakcie finalizowania transakcji Amerykanów pojawiają się jednak wątpliwości – czy nie powinni stanąć po stronie Pancho Villi?

## Obsada
- William Holden jako Pike Bishop
- Ernest Borgnine jako Dutch Engstrom
- Robert Ryan jako Deke Thornton
- Edmond O’Brien jako Freddie Sykes
- Warren Oates jako Lyle Gorch
- Jaime Sánchez jako Angel
- Ben Johnson jako Tector Gorch
- Emilio Fernández jako generał Mapache
- Strother Martin(inne języki) jako Coffer
- L.Q. Jones jako T.C.
- Albert Dekker jako Pat Harrigan
- Bo Hopkins jako Clarence 'Crazy' Lee
- Jorge Russek jako major Zamorra
- Alfonso Arau jako porucznik Herrera
- Dub Taylor jako Wainscoat
- Chano Urueta jako Don José
- Elsa Cárdenas jako Elsa
- Fernando Wagner jako komandor Mohr
- Sonia Amelio jako Teresa
- Aurora Clavel jako Aurora

## O filmie
Sam Peckinpah kontynuował w Dzikiej bandzie swoje rozważania na temat wpływu wojny na psychikę człowieka, rozpoczęte w filmie Major Dundee, będąc jednak pozbawionym dawnych ograniczeń narzuconych przez Kodeks Haysa. Także tutaj zastosował eksperyment formalny – były przestępca, jakim jest Thornton, sam zostaje zmuszony do współpracy z organami ścigania i poszukiwania swojego dawnego kompana, mając pod komendą garść cynicznie podchodzących do kwestii obcego życia pijaków. Pike jest zaś przywódcą zorganizowanej, choć targanej konfliktami wewnętrznymi grupy.
Peckinpah poruszył też w swoim filmie kwestię odwiecznej fascynacji przemocy, zobrazowaną na przykładzie dzieci torturujących skorpiona w mrowisku na początku filmu, a także degeneracji społecznej oraz anarchii, spowodowanych poczuciem wyższości agresora nad osobnikiem pokonanym. Zaprzeczył też mitowi o kobietach nietykalnych niezależnie od ich charakteru, jaki był propagowany m.in. przez Howarda Hawksa w jego westernach Rio Bravo i Rzeka Czerwona – główni bohaterowie nie wahają się zabijać kobiet, które im wyrządziły jakąkolwiek szkodę.
Kulminacją niezwykłej jak na tamte czasy brutalności filmu były dwie sekwencje rzezi: początkowa w teksańskim miasteczku wśród ludności cywilnej oraz końcowa pacyfikacja wsi meksykańskiej. Naliczono w nich prawie 150 trupów. Początkowe oskarżenia o przesadzoną brutalność ustały, gdy obie te sceny – dzięki zastosowaniu spowolnienia czasu takiego jak w filmie Bonnie i Clyde – uznano za krwawy poemat przemocy.
Wytknięto jednak filmowi pewne przekłamania historyczne, np. Villa nie był wcale tak ważną postacią historyczną w rewolucji meksykańskiej, zaś w finałowej scenie rzezi został użyty karabin maszynowy Browning, pochodzący z 1917 roku (akcja toczy się w 1913 roku).
Mimo to film uchodzi za jeden z najlepszych antywesternów, gatunku demitologizującego dzieje Dzikiego Zachodu, w historii kina.

## Nagrody
Film otrzymał dwie nominacje do Oscara, za muzykę oraz scenariusz oryginalny.
Film został później zaliczony do stu najlepszym filmów przez American Film Institute. Wśród westernów ulokowany został na szóstym miejscu.